# 聖イルデフォンソ祭壇画
『聖イルデフォンソ祭壇画』（せいイルデフォンソさいだんが、独: Ildefonso-Altar、英: Ildefonso Altarpiece）は、フランドルのバロック期の巨匠ピーテル・パウル・ルーベンスが1630-1632年にオーク板上に油彩で制作した三連祭壇画である。中央パネルは縦352センチ、横236センチ、左右両翼パネルはそれぞれ縦352センチ、横109センチとなっている。作品の外側には『リンゴの木の下の聖家族』が描かれていたが、後に本作から切り離され、独立した絵画となった。本作も『リンゴの木の下の聖家族』も、1777年にマリア・テレジアにより購入され、現在はウィーンの美術史美術館に展示されている。

## 作品
スペイン領ネーデルラント総督のアルブレヒト・フォン・エスターライヒは、ハプスブルク家への忠誠を促すためブリュッセルのサン・ジャック・ド・クーデンベルグにイルデフォンソ兄弟団を創設した。この祭壇画はアルブレヒトの死後すぐに、アルブレヒト大公の寡婦イサベル・クララ・エウヘニアにより兄弟団礼拝堂のために委嘱された。
7世紀のトレドの大司教聖イルデフォンソは、聖母マリアの処女懐胎を否定する異端者たちを論破した。この作品の名称は聖イルデフォンソに由来し、中央パネルは彼が見た幻視を表している。この幻視で、彼は多数の聖人を従えて出現した聖母マリアから感謝の印としてカズラを賜った。両翼パネルには、その奇蹟の目撃者としてネーデルラント総督夫妻のアルブレヒト・フォン・エスターライヒ (左翼パネル) とイサベル・クララ・エウへニア (右翼パネル) が描かれている。彼らは、それぞれ自身と同じ名前の守護聖人であるルーヴェンのアルベルトと聖エルジェーベトを伴なっている。
ルーベンスは本作の中央パネルを制作するにあたり、ラファエロの『教令集を承認する教皇グレゴリウス9世』 (ヴァチカン宮殿) の構図に従った。また、中央パネル左端の聖女のポーズは、古代ローマ彫刻『貞淑像』 (ヴァチカン宮殿) から採られている。
三連祭壇画というフランドルの伝統的な形式は、当時すでに古代風の柱や破風を用いた壮麗な建築的枠組みを持つ1つの画面の祭壇画にとって替わられていた。ルーベンスはこのイタリア的な新形式の導入者であったが、本作ではあえて三連祭壇画の形式が用いられている。それは、兄弟団の創設者、祭壇画の寄進者、そしてルーベンスの敬愛するアルブレヒト大公夫妻の肖像に場所を与えるためであったと思われる。この作品の制作当時、アルブレヒト大公はすでに亡くなっており、本作が完成した翌年、寡婦であったイサベルも世を去った。

## ギャラリー

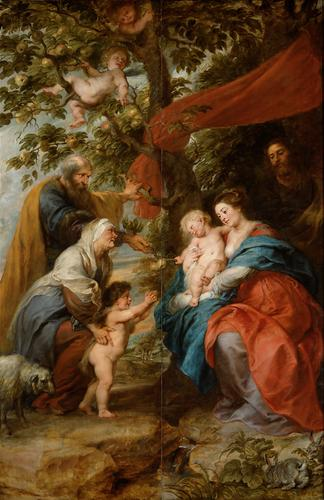
ルーベンス『リンゴの木の下の聖家族』 (1630-1632年)、美術史美術館、ウィーン
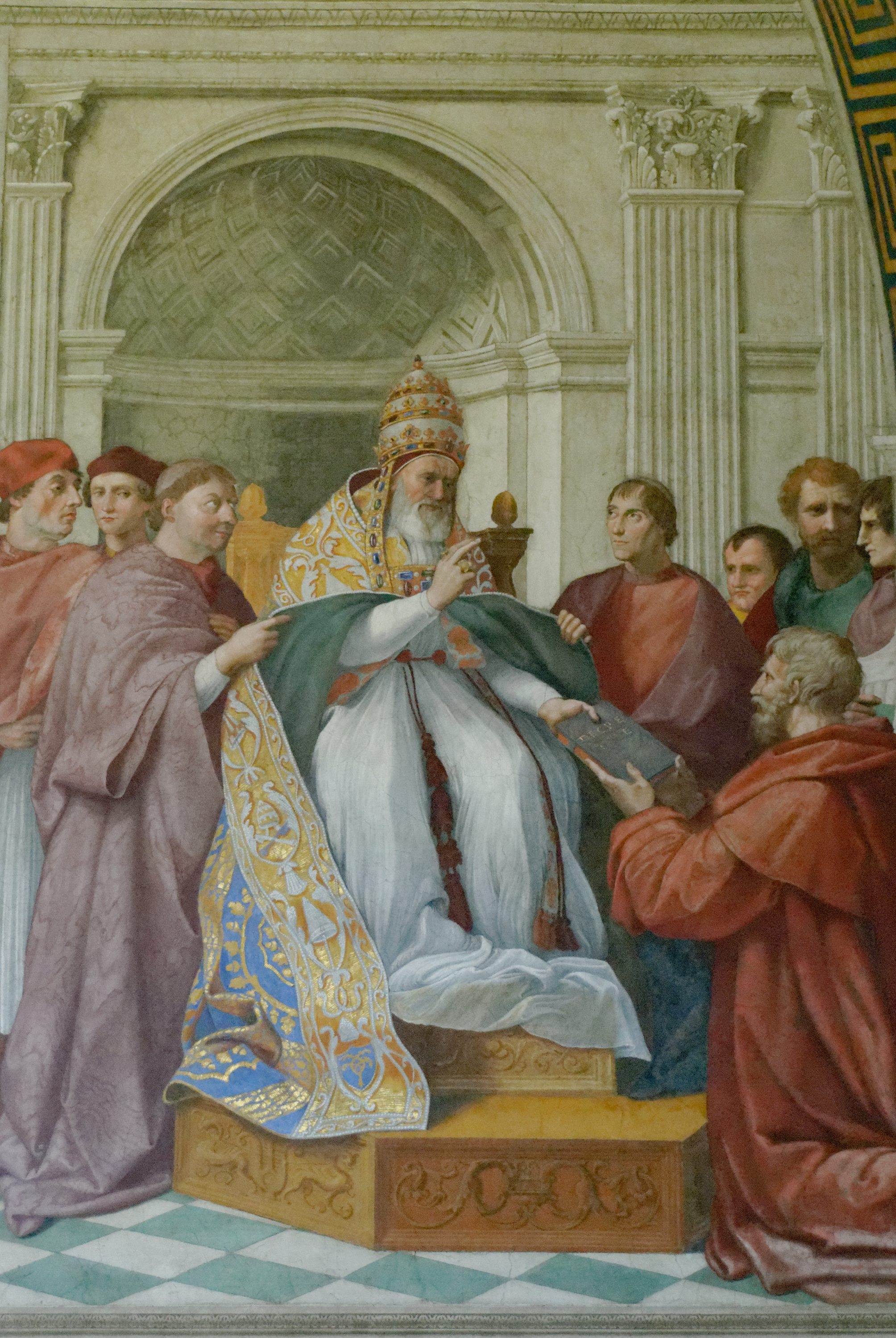
ラファエロ『教令集を承認する教皇グレゴリウス9世』 (1510-1511年)、ヴァチカン宮殿 (ラファエロの間)、ローマ
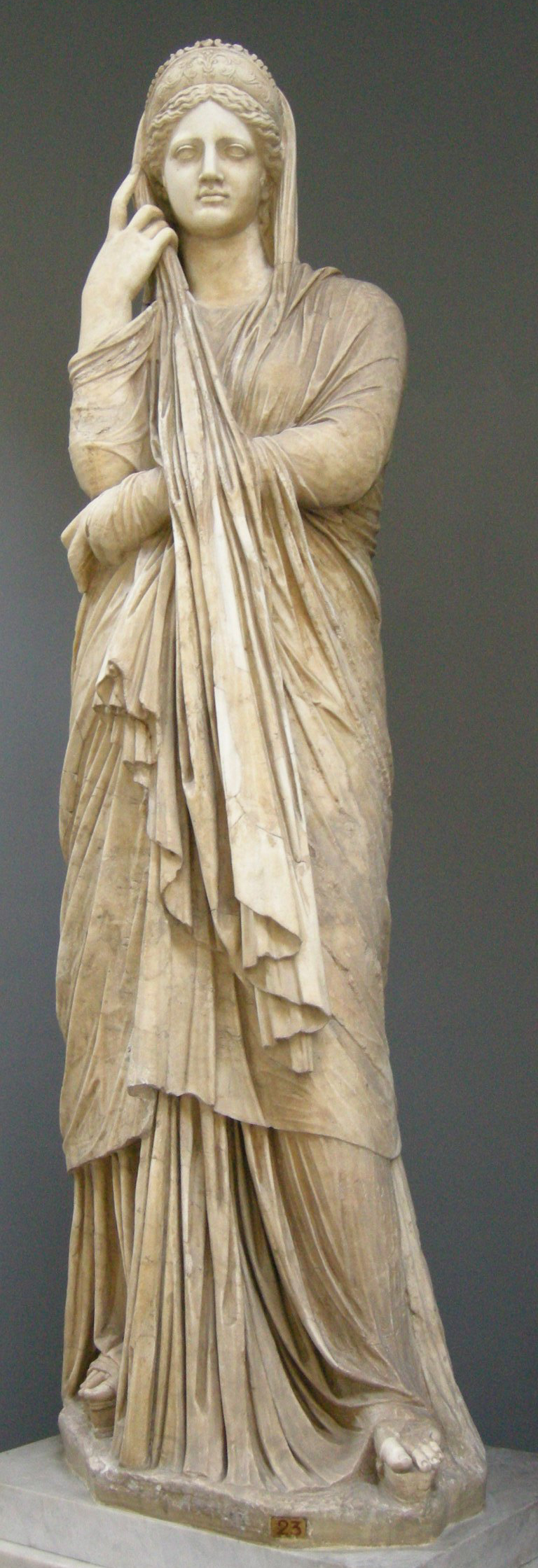
『貞淑像』、ヴァチカン宮殿 (キアラモンティ美術館)、ローマ